# Danh sách phim TVB năm 2009
Đây là danh sách phim truyền hình do TVB phát hành hoặc phát sóng năm 2009.

## Top 10 phim xếp hạng cao nhất
| Xếp hạng | Tên                       | Tên tiếng Anh                  | Tên tiếng Trung | Điểm số | Lượt xem tại Hồng Kông |
| -------- | ------------------------- | ------------------------------ | --------------- | ------- | ---------------------- |
| 1        | Cung tâm kế               | Beyond the Realm of Conscience | 宮心計          | 35      | 2.26 triệu             |
| 2        | Xứng danh tài nữ          | Rosy Business                  | 巾幗梟雄        | 33      | 2.11 triệu             |
| 3        | Anh hùng trong biển lửa 3 | Burning Flame III              | 烈火雄心3       | 33      | 2.10 triệu             |
| 4        | Kẻ đánh thuê              | You're Hired                   | 絕代商驕        | 32      | 2.05 triệu             |
| 5        | Đội điều tra đặc biệt 2   | D.I.E. Again                   | 古靈精探B       | 31      | 1.98 triệu             |
| 6        | Học cảnh truy kích        | E.U.                           | 學警狙擊        | 30      | 1.92 triệu             |
| 7        | Đội điều tra tinh nhuệ    | The Threshold of a Persona     | ID精英          | 30      | 1.92 triệu             |
| 8        | Hổ phụ sinh hổ tử         | A Chip Off the Old Block       | 巴不得爸爸...   | 30      | 1.90 triệu             |
| 9        | Vương Lão Hổ cướp vợ      | A Bride for a Ride             |                 | 30      | 1.90 triệu             |
| 10       | Gia vị cuộc đời           | The Stew of Life               | 有營煮婦        | 30      | 1.90 triệu             |

## Dòng phim thứ nhất
| Công chiếu             | Tên              | Tên tiếng Anh | Số tập | Diễn viên | Thể loại | Ghi chú | Website          |
| ---------------------- | ---------------- | ------------- | ------ | --- | -------- | ------- | ---------------- |
| 20/10/2008– 12/02/2010 | Tình đồng nghiệp | Off Pedder    | 337    | Catherine Tsang, Mao Thuấn Quân, Kim Yến Linh, Lê Diệu Tường, Âu Cẩm Đường, Ivan Ho, Trần Nhân Mỹ, Trịnh Hân Nghi, Giang Hân Yến | Hài kịch |         | Official website |

## Dòng phim thứ hai
| Công chiếu           | Tên                  | Tên tiếng Anh                  | Số tập | Diễn viên | Thể loại            | Ghi chú | Website          |
| -------------------- | -------------------- | ------------------------------ | ------ | --- | ------------------- | ------- | ---------------- |
| 8/12/2008– 2/01/2009 | Thế giới ảo          | Pages of Treasures             | 20     | Tần Bái, Lê Diệu Tường, Eric Suen, Quách Thiện Ni, Dương Tư Kỳ, Trần Mẫn Chi, Hàn Mã Lợi, Dương Tú Huệ                                         | Drama               |         | Official website |
| 5/01– 6/03           | Tân Lộc Đỉnh ký      | Royal Tramp                    | 45     | Huỳnh Hiểu Minh, Chung Hán Lương, Ứng Thái Nhi                                                                                                 | Cổ trang, Hài kịch  |         | Official website |
| 9/03– 3/04           | Trái bí lớn          | The Winter Melon Tale          | 20     | Liệu Khải Trí, Trần Cẩm Hồng, Tô Ngọc Hoa | Cổ trang, Giả tưởng |         | Official website |
| 6/04– 1/05           | Mạc hậu quyền uy     | Man in Charge                  | 20     | Mã Quốc Minh, Từ Tử San, Đường Ninh, Cao Quân Hiền                                                                                             | Cổ trang            |         | Official website |
| 4/05– 5/06           | Người vợ thẩm phán 2 | Just Love II                   | 25     | Tuyên Huyên, Trần Cẩm Hồng, Hứa Thiệu Hùng, Đằng Lệ Danh, Đường Thi Vịnh, Lý Tư Tiệp, Timothy Ip                                               | Drama               |         | Official website |
| 8/06– 10/07          | Muối mặn thâm thù    | Sweetness in the Salt          | 25     | Mã Tuấn Vỹ, Dương Di, Hoàng Hạo Nhiên, Quách Phong, Đàm Tiểu Hoàn, Ngao Gia Niên, Trần Sơn Thông, Tưởng Chí Quang                              | Cổ trang            |         | Official website |
| 13/07– 9/08          | Vương Lão Hổ cướp vợ | A Bride for a Ride             | 21     | Tiền Gia Lạc, Trần Kiện Phong, Tô Ngọc Hoa, Hồ Định Hân, Gigi Wong, Rain Lau, Joseph Lee, Chu Mễ Mễ                                            | Cổ trang, Hài kịch  |         | Official website |
| 10/08– 5/09          | Kẻ đánh thuê         | You're Hired                   | 20     | Hoàng Tử Hoa, Xa Thi Mạn, Lý Ỷ Hồng, Hứa Thiệu Hùng, Tạ Thiên Hoa, Trần Quốc Bang, Tào Mẫn Lị                                                  | Hài kịch            |         | Official website |
| 7/09– 18/10          | Gia vị cuộc đời      | The Stew of Life               | 30     | Lý Tư Kỳ, Chung Cảnh Huy, Ngũ Vịnh Vi, Trần Pháp Lạp, Hồng Thiên Minh, Mạch Trường Thanh, Lý Tư Tiệp                                           | Hài kịch            |         | Official website |
| 19/10– 29/11         | Cung tâm kế          | Beyond the Realm of Conscience | 33     | Xa Thi Mạn, Dương Di, Trần Hào, Trịnh Gia Dĩnh, Quan Cúc Anh, Mễ Tuyết, Lý Thi, Hàn Mã Lợi, Tuyết Tâm, Joseph Lee, Huệ Anh Hồng, Ching Hor-wai | Cổ trang            |         | Official website |
| 30/11– 27/12         | Hổ phụ sinh hổ tử    | A Chip Off the Old Block       | 21     | Ngô Trác Hy, Trần Cẩm Hồng, Hồ Hạnh Nhi, Dương Tư Kỳ, Khương Đại Vệ, Gigi Wong, Hồ Định Hân, Nguyễn Triệu Tường, Carlo Ng                      | Lịch sử, Hài kịch   |         | Official website |
| 28/12– 22/01/2010    | Tình bạn thân thiết  | A Watchdog's Tale              | 20     | Mã Tuấn Vỹ, Chung Gia Hân, Trịnh Tắc Sĩ, Thiệu Mỹ Kỳ, Hoàng Hạo Nhiên, Đường Thi Vịnh                                                          | Hài kịch            |         | Official website |

## Dòng phim thứ ba
| Công chiếu        | Tên                       | Tên tiếng Anh              | Số tập | Diễn viên | Thể loại                    | Ghi chú | Website          |
| ----------------- | ------------------------- | -------------------------- | ------ | --- | --------------------------- | ------- | ---------------- |
| 20/10/2008– 13/02 | Lấy chồng giàu sang       | The Gem of Life            | 82     | Lê Tư, Thái Thiếu Phân, Thiệu Mỹ Kỳ, Lâm Bảo Di, Trần Hào, Lý Tư Kỳ, Khương Đại Vệ, Hoàng Tông Trạch, Chung Gia Hân, Vương Hy, Hoàng Đức Bân, Eddie Kwan, Trần Hồng Liệt | Drama                       |         | Official website |
| 16/02– 27/03      | Học cảnh truy kích        | E.U.                       | 30     | Ngô Trác Hy, Trần Kiện Phong, Miêu Kiều Vỹ, Châu Hải My, Tạ Thiên Hoa, Giang Nhược Lâm, King Kong, Lâm Gia Hoa                                                           | Tội phạm                    |         | Official website |
| 30/03– 24/04      | Cao thủ Bida              | The King of Snooker        | 20     | Trịnh Thiếu Thu, Chu Lệ Kỳ, Đặng Kiện Hoằng, Đằng Lệ Danh, Quách Chính Hồng, Hứa Thiệu Hùng, Đàm Tiểu Hoàn                                                               | Drama                       |         | Official website |
| 27/04– 29/05      | Xứng danh tài nữ          | Rosy Business              | 25     | Đặng Tụy Văn, Lê Diệu Tường, Ngô Trác Hy, Nhạc Hoa, Thương Thiên Nga, Tuyết Tâm, Huệ Anh Hồng, Hồ Định Hân, Từ Thục Mẫn, Ngao Gia Niên                                   | Cổ trang                    |         | Official website |
| 1/06– 5/07        | Đội điều tra tinh nhuệ    | The Threshold of a Persona | 27     | Quách Tấn An, Mông Gia Tuệ, Đặng Kiện Hoằng, Tào Vĩnh Liêm, Khương Đại Vệ, Lương Tĩnh Kỳ, Đường Thi Vịnh, Trần Quốc Bang, Hoàng Đức Bân                                  | Drama                       |         | Official website |
| 6/07– 15/08       | Anh hùng trong biển lửa 3 | Burning Flame III          | 31     | Vương Hy, Trịnh Gia Dĩnh, Hoàng Tông Trạch, Hồ Hạnh Nhi, Trần Nhân Mỹ | Hành động                   |         | Official website |
| 18/08– 19/09      | Đội điều tra đặc biệt 2   | D.I.E. Again               | 24     | Quách Tấn An, Quách Thiện Ni, Hồ Định Hân, Tiêu Chính Nam, Quách Chính Hồng, Quách Phong, La Mẫn Trang, Tiểu Nghi                                                        | Hài kịch, Viễn tưởng, Bí ẩn |         | Official website |
| 21 Se– 16/10      | Oan trái tình nồng        | In the Chamber of Bliss    | 20     | Lưu Tùng Nhân, Châu Hải My, Mã Quốc Minh, Lâm Gia Hoa, Lương Tĩnh Kỳ, Điền Nhụy Ni                                                                                       | Lịch sử                     |         | Official website |
| 19/10– 13/12      | Phú quý môn               | Born Rich                  | 41     | Lữ Lương Vĩ, Gallen Lo Joe Ma, Viên Vịnh Nghi, Quách Khả Doanh, Thích Mỹ Trân, Tiết Gia Yến, Hứa Thiệu Hùng, Lau Siu-ming, Mã Quốc Minh, Trần Mẫn Chi, Vương Hạo Tín     | Drama                       |         | Official website |
| 14/12– 8/01/2010  | Trò chơi sắc đẹp          | The Beauty of the Game     | 20     | Từ Tử San, Ngũ Vịnh Vi, Tào Vĩnh Liêm, Trần Mẫn Chi, Lê Nặc Ý, Uyển Quỳnh Đan, Vương Tổ Lam, La Mẫn Trang                                                                | Drama                       |         | Official website |

## Warehoused series
| Tên                 | Tên tiếng Anh           | Số tập | Diễn viên | Thể loại | Ghi chú | Website |
| ------------------- | ----------------------- | ------ | --- | -------- | ------- | ------- |
| Tranh quyền đoạt vị | The Greatness of a Hero | 20     | Trịnh Tắc Sĩ, Trần Cẩm Hồng, Quách Thiện Ni, Liêu Bích Nhi, Lê Diệu Tường, Lý Hương Cầm, Trần Tú Châu, Đường Ninh | Lịch sử  |         |         |
| Giải mã nhân tâm    | A Great Way to Care     | 20     | Phương Trung Tín, Từ Tử San, Hoàng Hạo Nhiên, Tưởng Chí Quang, Hoàng Trí Hiền                                     | Y học    |         |         |

## Phim Thứ Bảy
| Công chiếu  | Tên                          | Tên tiếng Anh           | Số tập | Diễn viên | Thể loại | Ghi chú | Website          |
| ----------- | ---------------------------- | ----------------------- | ------ | --- | -------- | ------- | ---------------- |
| 26/09-24/10 | Đội Điều Tra Liêm Chính 2009 | ICAC Investigators 2009 | 5      | Phần 1: Lâm Bảo Di, Tuyên Huyên, Điền Nhị Ni, Dương Tú Huệ, Hoàng Hạo Nhiên Phần 2: Quách Thiện Ni, Mông Gia Tuệ, Đàm Tiểu Hoàn, Tào Vĩnh Liêm Phần 3: Dương Thiên Hoa, Chu Bá Hào, Hoàng Đức Bân Phần 4: Thiệu Mỹ Kỳ, Hoàng Hạo Nhiên, Trương Đồng Tổ Phần 5:Hứa Chí An, Trần Kiện Phong, Trịnh Dung, Mạch Trường Thanh, Cổ Hiểu Thần | Hiện đại |         | Official website |